# A Casa dos Espíritos (filme)
The House of the Spirits (em português, A casa dos espíritos) é um filme de 1993. Sua história baseia-se no romance La casa de los espíritus, da escritora Isabel Allende, que conta a saga da família Trueba no século XX em sua fazenda na região dos Andes chilenos.
Apesar da história se passar na América do Sul, grande parte das cenas foi filmada na Dinamarca, e alguns trechos foram filmados em Lisboa e Cercal do Alentejo.

## Elenco
- Meryl Streep como Clara del Valle Trueba
- Glenn Close como Férula Trueba
- Jeremy Irons como Esteban Trueba
- Winona Ryder como Blanca Trueba
- Antonio Banderas como Pedro Tercero García
- Vanessa Redgrave como Nívea del Valle
- Armin Mueller-Stahl como Severo del Valle
- Maria Conchita Alonso como Transito
- Jan Niklas como Conde Jean de Satigny
- Vincent Gallo como Esteban Garcia
- Teri Polo como Rosa del Valle
- Grace Gummer como jovem Clara